# Lim O-kyeong
Dans ce nom coréen, le nom de famille, Lim, précède le nom personnel.
Pour les articles homonymes, voir Lim.
Lim O-kyeong, née le 11 décembre 1971, est une ancienne joueuse internationale puis entraîneuse sud-coréenne de handball. En 2020, elle est élue députée à l'Assemblée nationale de la Corée du Sud

## Biographie

### Handball
Avec l'équipe de Corée du Sud, elle participe aux Jeux olympiques de 1992, 1996 et 2004. Elle remporte une médaille d'or (1992) et deux médailles d'argent (1996 et 2004). En 1992 et 1996, elle est également élue dans l'équipe type du tournoi olympique,.
En 1995, elle remporte également le titre de championne du monde avec la Corée.
En 1996, elle est élue meilleure joueuse de l'année par l'IHF.
À la fin de sa carrière, elle devient entraîneur et dirige notamment les clubs de Hiroshima Maple Reds et Seoul City Handball.

### Politique
Pour les élections générales de l'Assemblée nationale en 2020, elle a été approchée et recrutée par le Parti Minju (Parti démocratique) souverain. Elle a révélé que le président Moon Jae-in avait inspiré sa décision sur le parti politique.
Avec 43 019 voix à 47,66 %, elle est élue dans la ville de Gwangmyeong de la Province de Gyeonggi.

## Palmarès

### En équipe nationale
- Jeux olympiques
  -  Médaille d'or aux Jeux olympiques de 1992 à Barcelone,  Espagne
  -  Médaille d'argent aux Jeux olympiques de 1996 à Atlanta,  États-Unis
  -  Médaille d'argent aux Jeux olympiques de 2004 à Athènes,  Grèce

- Championnat du monde
  -  Médaille d'or au Championnat du monde 1995,  Autriche /  Hongrie
  -  Médaille de bronze au Championnat du monde 2003,  Croatie

### Distinctions individuelles
- Élue meilleure joueuse de l'année en 1996
- Élue dans l'équipe type des Jeux olympiques (2) : 1992 et 1996
- Élue dans l'équipe type du Championnat du monde (1) : 1995
- Meilleure marqueuse des Jeux olympiques (1) : 1996